# Olin platnicki
Olin platnicki là một loài nhện trong họ Trochanteriidae. Loài này phân bố ở Christmas Island và Sulawesi.